# Claude François Chauveau-Lagarde
Claude François Chauveau-Lagarde, född 1756 och död 1841, var en fransk advokat.

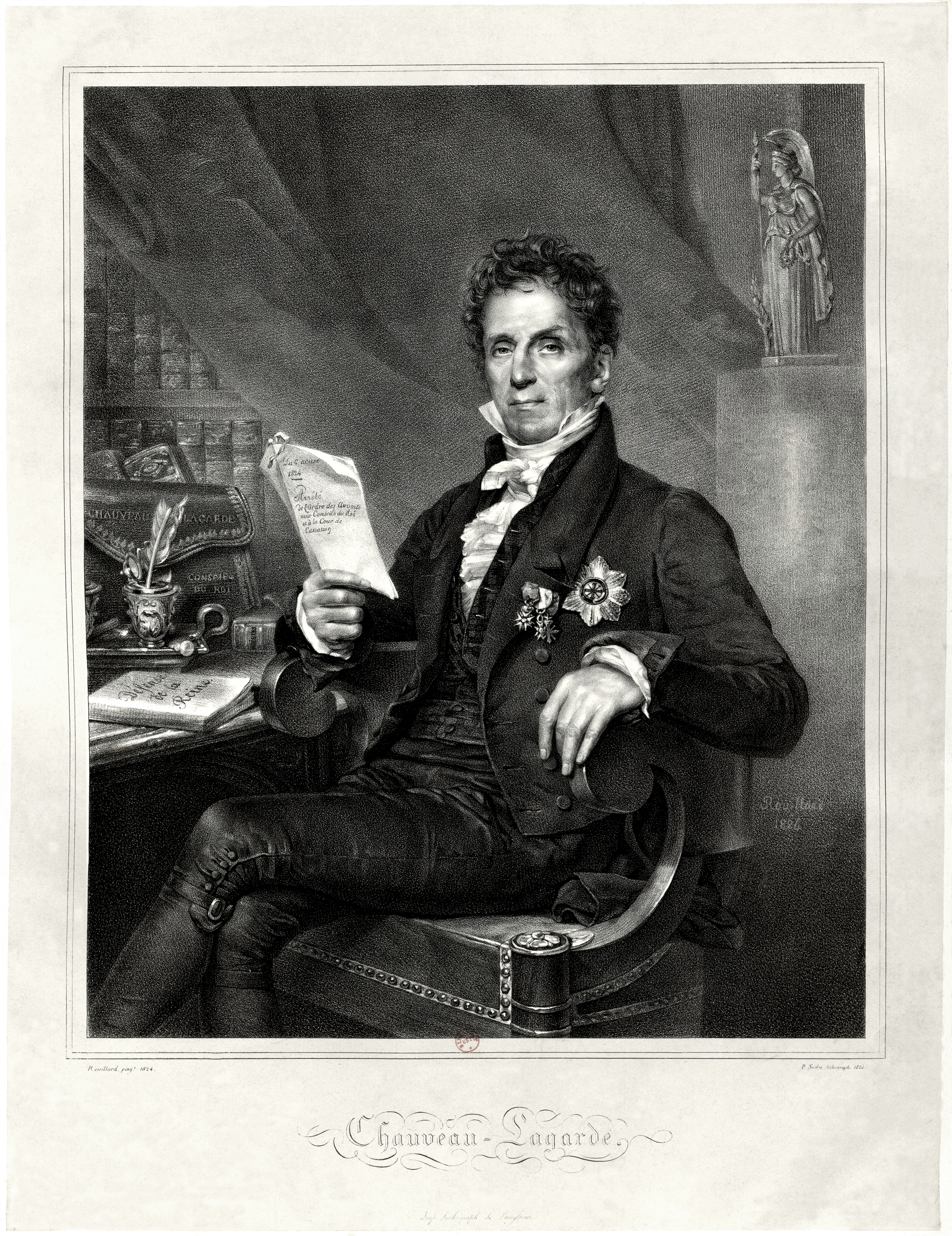
Chauveau-Lagarde

Chauveau-Lagarde tjänstgjorde under skräckväldet som försvarsadvokat åt ett stort antal anklagade som Francisco de Miranda, Charlotte Corday, Marie-Antoinette med flera. Han ådrog sig därigenom makthavarnas missnöjde och fängslades, men frigavs efter Thermidorkrisen och fortsatte sin verksamhet som försvarsadvokat. Han blev 1806 advokat i statsrådet och 1828 medlem av kassationsdomstolen.